# Utrillas
Utrillas é um município da Espanha na província de Teruel, comunidade autónoma de Aragão. Tem 39,8 km² de área e em 2021 tinha 3 003 habitantes (densidade: 75,5 hab./km²).

## Demografia
| Variação demográfica do município entre 1991 e 2004 | Variação demográfica do município entre 1991 e 2004 | Variação demográfica do município entre 1991 e 2004 | Variação demográfica do município entre 1991 e 2004 |
| --------------------------------------------------- | --------------------------------------------------- | --------------------------------------------------- | --------------------------------------------------- |
| 1991                                                | 1996                                                | 2001                                                | 2004                                                |
| 3743                                                | 3343                                                | 3178                                                | 3209                                                |